# Моубрей, Элисон
Элисон Моубрей (англ. Alison Mowbray; род. 1 февраля 1971, Дерби) — британская гребчиха, выступавшая за сборную Великобритании по академической гребле в конце 1990-х — первой половине 2000-х годов. Серебряная призёрка летних Олимпийских игр в Афинах, победительница и призёрка многих регат национального значения.

## Биография
Элисон Моубрей родилась 1 февраля 1971 года в городе Дерби, Англия.
Заниматься академической греблей начала в 1989 году, состояла в гребных командах во время учёбы в Ливерпульском и Кембриджском университетах.
Дебютировала в гребле на международной арене в сезоне 1993 года, выступив в одиночках на молодёжном Кубке наций в Греции.
В 1998 году вошла в основной состав британской национальной сборной, в парных четвёрках выступила на трёх этапах Кубка мира и на чемпионате мира в Кёльне, где сумела квалифицироваться лишь в утешительный финал B и расположилась в итоговом протоколе соревнований на десятой строке.
На мировом первенстве 1999 года в Сент-Катаринсе заняла итоговое 11 место в одиночках.
Благодаря череде удачных выступлений удостоилась права защищать честь страны на летних Олимпийских играх 2000 года в Сиднее, где в программе одиночек закрыла десятку сильнейших.
После сиднейской Олимпиады Моубрей осталась в составе гребной команды Великобритании на ещё один олимпийский цикл и продолжила принимать участие в крупнейших международных регатах. Так, в 2001 году в парных четвёрках она выиграла серебряные медали на двух этапах Кубка мира и финишировала пятой на чемпионате мира в Люцерне.
В 2002 году в той же дисциплине получила две бронзы на Кубке мира, тогда как на мировом первенстве в Севилье вновь показала пятый результат.
На чемпионате мира 2003 года в Милане была четвёртой в парных четвёрках. Добавила в послужной список бронзовую награду, полученную на этапе Кубка мира в Люцерне.
Одержав победу на двух этапах Кубка мира 2004 года, благополучно прошла отбор на Олимпийские игры в Афинах — совместно с такими гребчихами как Дебби Флад, Фрэнсис Хотон и Ребекка Ромеро пришла к финишу второй, уступив в решающем финальном заезде только экипажу из Германии, и тем самым завоевала серебряную олимпийскую медаль. Вскоре по окончании этого сезона приняла решение завершить спортивную карьеру.
Впоследствии написала книгу-автобиографию Gold Medal Flapjack, Silver Medal Life, где отмечала, что имела скорее склонность к музыке, нежели к спорту.